# WTA Melbourne
Das WTA Melbourne (offiziell: Sunsmart Victorian Women’s Open) ist ein Tennisturnier der WTA Tour, das in der australischen Stadt Melbourne ausgetragen wird. Zu Beginn des Jahres 2021 wurden in Melbourne vier Turniere der WTA-Tour hintereinander ausgetragen, da Australien eines der wenigen Länder war, das Turniere während der Corona-Pandemie austragen konnte.

## Siegerliste

### Einzel
| Jahr                                                                                       | Siegerin         | Finalgegnerin           | Ergebnis      |
| ------------------------------------------------------------------------------------------ | ---------------- | ----------------------- | ------------- |
| 1972                                                                                       | Evonne Goolagong | Patricia Coleman-Gregg  | 6:7, 6:2, 6:2 |
| 1973–1975: keine Austragung                                                                |                  |                         |               |
| 1976                                                                                       | Margaret Court   | Sue Barker              | 6:2, 6:2      |
| 1977                                                                                       | Evonne Cawley    | Wendy Turnbull          | 6:4, 6:1      |
| 1978: keine Austragung                                                                     |                  |                         |               |
| 1979                                                                                       | Hana Mandlíková  | Wendy Turnbull          | 6:3, 6:2      |
| 1980–1984: keine Austragung                                                                |                  |                         |               |
| 1985                                                                                       | Pam Shriver      | Kathy Jordan            | 6:4, 6:4      |
| 1986–1992: keine Austragung                                                                |                  |                         |               |
| ↓ Kategorie: Tier IV ↓                                                                     |                  |                         |               |
| 1993                                                                                       | Amanda Coetzer   | Naoko Sawamatsu         | 6:2, 6:3      |
| 1994–2020: keine Austragung                                                                |                  |                         |               |
| 2021                                                                                       |                  |                         |               |
| ↓ Kategorie: WTA 500 ↓                                                                     |                  |                         |               |
| Elise Mertens                                                                              | Kaia Kanepi      | 6:4, 6:1                |               |
| Ashleigh Barty                                                                             | Garbiñe Muguruza | 7:63, 6:4               |               |
| Anett Kontaveit gegen Ann Li nach dem Halbfinale wurde das Turnier beendet, keine Siegerin |                  |                         |               |
| ↓ Kategorie: WTA 250 ↓                                                                     |                  |                         |               |
| Darja Kassatkina                                                                           | Marie Bouzková   | 4:6, 6:2, 6:2           |               |
| 2022                                                                                       | Simona Halep     | Weronika Kudermetowa    | 6:2, 6:3      |
| 2022                                                                                       | Amanda Anisimova | Aljaksandra Sasnowitsch | 7:5, 1:6, 6:4 |

### Doppel
| Jahr                                  | Siegerinnen                        | Finalgegnerinnen                    | Ergebnis          |
| ------------------------------------- | ---------------------------------- | ----------------------------------- | ----------------- |
| 1972                                  | Evonne Goolagong Janet Young       | Patricia Coleman-Gregg Sally Irvine | 2:6, 6:4, 6:3     |
| 1973–1975: keine Austragung           |                                    |                                     |                   |
| 1976                                  | Margaret Court Betty Stöve         | Delina Boshoff Ilana Kloss          | 6:2, 6:4          |
| 1977                                  | Evonne Cawley Betty Stöve          | Patricia Bostrom Kym Ruddell        | 6:3, 6:0          |
| 1978: keine Austragung                |                                    |                                     |                   |
| 1979                                  | Wendy Turnbull Billie Jean King    | Anne Smith Dianne Balestrat         | 6:3, 6:3          |
| 1980–1984: keine Austragung           |                                    |                                     |                   |
| 1985                                  | Pam Shriver Elizabeth Smylie       | Anne Hobbs Kathy Jordan             | 6:2, 5:7, 6:1     |
| 1986–1992: keine Austragung           |                                    |                                     |                   |
| ↓ Kategorie: Tier IV ↓                |                                    |                                     |                   |
| 1993                                  | Nicole Provis Nathalie Tauziat     | Cammy MacGregor Shaun Stafford      | 1:6, 6:3, 6:3     |
| 1994–2020: keine Austragung           |                                    |                                     |                   |
| 2021                                  |                                    |                                     |                   |
| ↓ Kategorie: WTA 500 ↓                |                                    |                                     |                   |
| Barbora Krejčíková Kateřina Siniaková | Chan Hao-ching Latisha Chan        | 6:3, 7:64                           |                   |
| Shūko Aoyama Ena Shibahara            | Anna Kalinskaja Viktória Kužmová   | 6:3, 6:4                            |                   |
| ↓ Kategorie: WTA 250 ↓                |                                    |                                     |                   |
| Ankita Raina Kamilla Rachimowa        | Anna Blinkowa Anastassija Potapowa | 2:6, 6:4, [10:7]                    |                   |
| 2022                                  | Asia Muhammad Jessica Pegula       | Sara Errani Jasmine Paolini         | 6:3, 6:1          |
| 2022                                  | Bernarda Pera Kateřina Siniaková   | Tereza Martincová Mayar Sherif      | 6:2, 6:77, [10:5] |